# Fratelli messicani
Fratelli messicani (The Naked Dawn) è un film del 1955 diretto da Edgar G. Ulmer.
È un western statunitense ambientato in Messico con Arthur Kennedy.

## Trama
Dopo un furto al treno a Matamoros, località messicana al confine con gli Stati Uniti, Vicente, colpito da un proiettile, muore, e il suo complice e amico Santiago raggiunge a cavallo una piccola e scalcagnata tenuta agricola condotta, in lotta contro le aride ed inclementi condizioni climatiche, dai giovani sposini Maria e Manuel Lopez.
Manuel accompagna nella cittadina Santiago, che consegna la refurtiva e, non soddisfatto del denaro ricevuto dal ricettatore Guntz, funzionario di frontiera corrotto, lo rapina aiutato da Manuel e lo lascia penzoloni con un cappio attorno al collo. I due uomini passano parte della notte gozzovigliando in un locale saloon, e nell'occasione si manifesta il diverso atteggiamento dei due verso il denaro: Santiago è spendaccione, mentre Manuel si rivela parsimonioso al limite dell'avarizia e dell'avidità.
Tornati al ranch dei Lopez, nella notte Manuel progetta di uccidere Santiago per impossessarsi del denaro "sporco", ma desiste dal suo intento, disarmato dagli atteggiamenti benevoli del rapinatore. 
Il mattino dopo, momento designato per la partenza di Santiago, Maria gli racconta di essersi sposata solo per sottrarsi alle angherie del datore di lavoro, e gli chiede di poterlo seguire nelle sue peregrinazioni. Santiago rifiuta. Esce dalla casa e ad attenderlo, nascosto, c'è Manuel che, di nuovo, vuole tendergli un agguato; ma quando Santiago lo libera dalla minaccia di un serpente a sonagli il giovane confessa i propri intenti omicidi.
Maria e Santiago allora si decidono a partire insieme, e si avviano, lasciando Manuel solo e pentito. Giungono a questo punto il redivivo Guntz e la polizia, che catturano Manuel e stanno per impiccarlo seduta stante: Santiago torna sui suoi passi, libera il giovane e uccide Guntz ma viene da questi mortalmente ferito, senza che gli sposi, ai quali offre il denaro, se ne rendano conto. I Lopez si allontanano e Santiago, solo, muore.

## Produzione
Il film, diretto da Edgar G. Ulmer su una sceneggiatura di Julian Zimet (non accreditato perché inserito nella lista nera di Hollywood ai tempi della produzione del film), fu prodotto da Josef Shaftel tramite la Josef Shaftel Productions e girato in Messico dalla fine di marzo all'inizio di aprile del 1954. Il titolo di lavorazione fu The Bandit.

## Distribuzione
Il film fu distribuito con il titolo The Naked Dawn negli Stati Uniti dal 2 novembre 1955 al cinema dalla Universal Pictures.
Altre distribuzioni:
- in Danimarca il 30 novembre 1955 (Den ensomme)
- in Belgio il 13 gennaio 1956 (Santiago, de vervloekte) (Santiago, le damné)
- in Germania Ovest il 20 gennaio 1956 (Santiago - Der Verdammte)
- in Austria nel febbraio del 1956 (Santiago - Der Verdammte)
- in Francia il 9 marzo 1956 (Le bandit)
- in Svezia il 23 luglio 1956 (Den fredlöse banditen)
- in Portogallo il 16 ottobre 1959 (Alvorada vermelha)
- nel Regno Unito nell'agosto del 1997 (Edinburgh International Film Festival)
- in Francia il 24 marzo 2004 (redistribuzione)
- in Portogallo il 27 maggio 2010 (Cinemateca Portuguesa)
- in Brasile (Madrugada da Traição)
- in Svizzera (Le bandit)
- in Spagna (La aurora desnuda)
- nel Regno Unito (The Naked Dawn)
- in Grecia (I gymni avgi)
- in Italia (Fratelli messicani)

## Critica
Secondo il Morandini il film è un "western intimista"... "notevole per originalità di storia e intelligenza di scrittura".